# ダン・オルヴェウス
ダン・オルヴェウス（Dan Olweus、1931年4月18日 - 2020年9月22日）は、ノルウェーの心理学者。スウェーデンのカルマル市出身。
ノルウェーのベルゲン大学で長年教授職を務めるいじめ研究の第一人者。オルヴェウスいじめ防止プログラム(OBBP)の提唱者である。